# チーターズ (ラグビー)
チーターズ（英: Cheetahs）は、南アフリカ共和国のラグビーユニオンチーム。本拠地はフリーステイト州ブルームフォンテーンのフリーステイト・スタジアム。トヨタ自動車がスポンサーを務めておりトヨタ・チーターズとしても知られる。

## 概要
スーパーラグビーなどの国際大会に参加することを目的に創設された南アフリカの地域フランチャイズチーム。カリーカップのメンバーであるフリーステイト・チーターズが母体。

## 歴史
カリーカップに参加しているフリーステイト・チーターズを母体として2005年に創設。
1997シーズンにはフリーステイト（Free State）のチーム名でスーパー12（後のスーパーラグビー）に参加。その後、2005シーズンまではキャッツ（後のライオンズ）の一部として活動した。
2006シーズン、スーパー12の規模拡大に伴い、南アフリカから5チーム目のフランチャイズとしてチーターズがスーパー14（2011シーズンからスーパーラグビー）に本格的に参戦した。
その後、スーパーラグビーの規模縮小を受けて、2017シーズン終了をもってスーパーラグビーから撤退。同年（2017-18シーズン）よりプロ14に参加し、3シーズンプレーした。
2020シーズン、コロナ禍による渡航制限の影響でプロ14に参加できず、南アフリカ国内で開催されたスーパーラグビー・アンロックトに参加。その後は、プロ14の後継大会であるユナイテッド・ラグビー・チャンピオンシップへの参戦を目指したもののメンバーには選定されなかった。
2022-23シーズンはEPCRチャレンジカップに参加。

## 成績

### スーパーラグビー戦績
| シーズン | 試合数 | 勝 | 分 | 敗 | 順位 | プレーオフ |
| -------- | ------ | -- | -- | -- | ---- | ---------- |
| 1997     | 11     | 5  | 0  | 6  | 7位  | ―          |
| 2006     | 13     | 5  | 0  | 8  | 10位 | ―          |
| 2007     | 13     | 4  | 1  | 8  | 11位 | ―          |
| 2008     | 13     | 1  | 0  | 12 | 13位 | ―          |
| 2009     | 13     | 2  | 0  | 11 | 14位 | ―          |
| 2010     | 13     | 5  | 1  | 7  | 10位 | ―          |
| 2011     | 16     | 5  | 0  | 11 | 11位 | ―          |
| 2012     | 16     | 5  | 0  | 11 | 10位 | ―          |
| 2013     | 16     | 10 | 0  | 6  | 6位  | ベスト6    |
| 2014     | 16     | 4  | 1  | 11 | 14位 | ―          |
| 2015     | 16     | 5  | 0  | 11 | 12位 | ―          |
| 2016     | 15     | 4  | 0  | 11 | 14位 | ―          |
| 2017     | 15     | 4  | 0  | 11 | 13位 | ―          |
| 2020     | 6      | 3  | 1  | 2  | 4位  | ―          |

- 1996-2005シーズン：スーパー12
- 2006-2010シーズン：スーパー14
- 2011-2019シーズン：スーパーラグビー
- 2020シーズン：スーパーラグビー・アンロックト

### プロ14戦績
| シーズン | 試合数 | 勝 | 分 | 敗 | 順位 | プレーオフ |
| -------- | ------ | -- | -- | -- | ---- | ---------- |
| 2017     | 21     | 12 | 0  | 9  | 3位  | ベスト8    |
| 2018     | 21     | 8  | 1  | 12 | 6位  | ―          |
| 2019     | 13     | 6  | 0  | 7  | 4位  | ―          |

## スコッド
2020-21シーズンのスコッド（2020年8月現在）
| プロップ - ヨハネス・クッツェー - Luan de Bruin - Erich de Jager - Charles Marais - Boan Venter フッカー - Wilmar Arnoldi - Marnus van der Merwe - ルイス・ファンデルウェストヘーゼン - Reinach Venter ロック - JP du Preez - Reniel Hugo - Walt Steenkamp - Carl Wegner | フランカー/No.8 - Aidon Davis - Chris Massyn - オウパ・モホジェ - Andisa Ntsila - Junior Pokomela - Jasper Wiese スクラムハーフ - ルーベン・デ・ハース - Rewan Kruger - Tian Meyer - ルアン・ピナール フライハーフ - Reinhardt Fortuin - Tian Schoeman - Chris Smit | センター - Carel-Jan Coetzee - Benhard Janse van Rensburg - Howard Mnisi - William Small-Smith - フランソワ・ステイン - Dries Swanepoel ウイング - Clayton Blommetjies - Duncan Saal - Rosko Specman フルバック - Craig Barry - Adriaan Carelse - Malcolm Jaer - Tapiwa Mafura - Rhyno Smith |
| | | |
| 太字はキャップを持っている選手。は共同キャプテン。 | | |

## 歴代所属選手
- ラシー・エラスムス
- ジュアン・スミス
- ヤニー・デュプレッシー
- WP・ネル
- リチャード・ストラウス
- フィリップ・スナイマン
- ハインリッヒ・ブルソー
- アドリアン・ストラウス
- ウィリー・ルルー
- ヴィリー・ブリッツ
- アドリアン・ストラウス
- ジャスティン・ダウニー
- コンラッド・バンワイク
- コーニー・ウーストハイゼン
- ドウェイン・フェルミューレン
- フランソワ・ブランマー
- 高橋洋丞
- ローデ・デヤハー
- ヘンコ・フェンター
- レネヴェ・ダメンズ
- ティアン・メイヤー
- ポール・スクーマン
- ウォルト・スティーンカンプ
- クリントン・スワート
- オックス・ンチェ
- レニエル・ヒューゴ
- セシル・アフリカ
- フレッド・ゼイリンガ
- ヤスパー・ヴィーセ
- ニール・マレー
- ルディ・ペイジ
- マカゾレ・マピンピ
- トルステン・ファンヤースフェルト